# حفاظت دلسوزانه

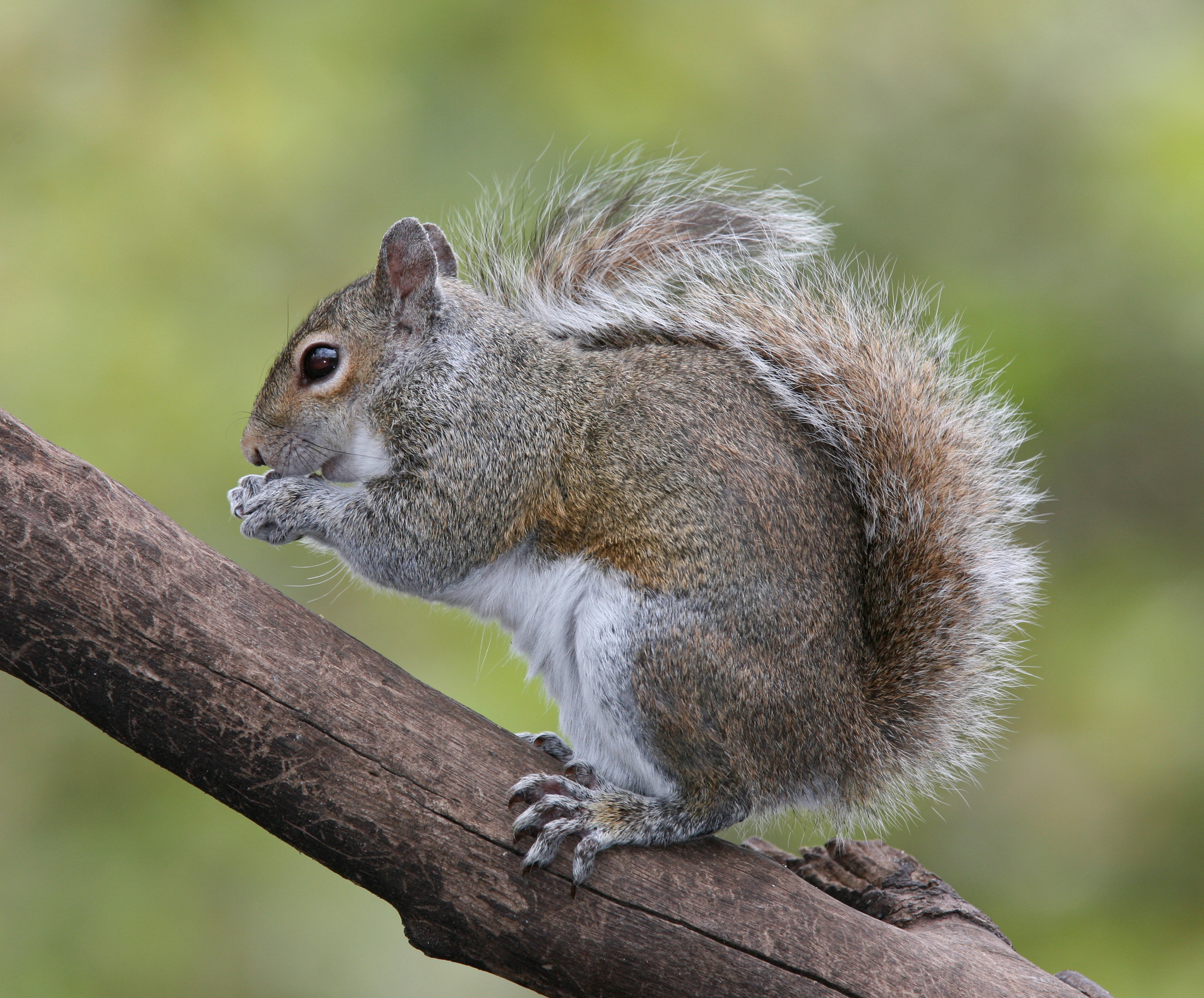
سنجاب خاکستری شرقی در برخی کشورها یک گونه مهاجم به‌شمار می‌رود. طرفداران حفاظت دلسوزانه استدلال می‌کنند که کشتن جانورانی مانند اینها غیرضروری است.

حفاظت دلسوزانه (به انگلیسی: Compassionate conservation) موضوعی است که هدف آن ترکیب زمینه‌های حفاظت و رفاه جانوران است. از نظر تاریخی، این دو حوزه مجزا و گاه متضاد با یکدیگر تلقی شده‌اند. اصول اساسی حفاظت دلسوزانه عبارتند از: «آسیب نرسانید؛ افراد مهم هستند؛ فراگیر بودن؛ همزیستی مسالمت‌آمیز».